# East West Bank Classic 2004
L'East West Bank Classic 2004 è stato un torneo di tennis giocato sul cemento.
È stata la 31ª edizione del East West Bank Classic, che fa parte della categoria Tier II nell'ambito del WTA Tour 2004.
Si è giocato al Home Depot Center di Carson, vicino a Los Angeles negli Stati Uniti, dal 19 al 25 luglio 2004.

## Campionesse

### Singolare
Lindsay Davenporthanno battuto in finale  Serena Williams con il punteggio di 6–1, 6–3

### Doppio
Nadia Petrova /  Meghann Shaughnessy hanno battuto in finale  Conchita Martínez /  Virginia Ruano Pascual con il punteggio di 6(2)–7, 6–4, 6–3